# Sciuro-hypnum curtum
Sciuro-hypnum curtum là một loài Rêu trong họ Brachytheciaceae. Loài này được (Lindb.) Ignatov mô tả khoa học đầu tiên năm 2007.